# 3818 Gorlitsa
3818 Gorlitsa (1979 QL8) là một tiểu hành tinh vành đai chính được phát hiện ngày 20 tháng 8 năm 1979 bởi Chernykh, N. ở Nauchnyj.